# العلاقات الإيرانية السيراليونية
العلاقات الإيرانية السيراليونية هي العلاقات الثنائية التي تجمع بين إيران وسيراليون.

## مقارنة بين البلدين
هذه مقارنة عامة ومرجعية للدولتين:
| وجه المقارنة                                              | إيران                    | سيراليون       |
| --------------------------------------------------------- | ------------------------ | -------------- |
| المساحة (كم2)                                             | 1.65 مليون               | 71.74 ألف      |
| عدد السكان (نسمة)                                         | 79.97 مليون              | 7.56 مليون     |
| الكثافة السكانية (ن./كم²)                                 | 48.47                    | 105.38         |
| العاصمة                                                   | طهران                    | فريتاون        |
| اللغة الرسمية                                             | لغة فارسية               | لغة إنجليزية   |
| العملة                                                    | ريال إيراني              | ليون سيراليوني |
| الناتج المحلي الإجمالي (بليون دولار)                      | 439.51 مليار             | 3.77 مليار     |
| الناتج المحلي الإجمالي (تعادل القوة الشرائية) بليون دولار | 1.36 تريليون             | 10.13 مليار    |
| الناتج المحلي الإجمالي الاسمي للفرد دولار أمريكي          |                          | 653            |
| الناتج المحلي الإجمالي للفرد دولار أمريكي                 |                          | 1.97 ألف       |
| مؤشر التنمية البشرية                                      | 0.766                    | 0.413          |
| رمز المكالمات الدولي                                      | +98                      | +232           |
| رمز الإنترنت                                              | .ir،                     | .sl            |
| المنطقة الزمنية                                           | ت ع م+03:30، توقيت إيران | 00             |

## منظمات دولية مشتركة
يشترك البلدان في عضوية مجموعة من المنظمات الدولية، منها:
| علم المنظمة | اسم المنظمة                                                | تاريخ انضمام إيران | تاريخ انضمام سيراليون |
| ----------- | ---------------------------------------------------------- | ------------------ | --------------------- |
|             | مؤسسة التنمية الدولية                                      | 10 أكتوبر 1960     | 13 نوفمبر 1962        |
|             | مؤسسة التمويل الدولية                                      | 28 ديسمبر 1956     | 10 سبتمبر 1962        |
|             | منظمة حظر الأسلحة الكيميائية                               | ?                  | ?                     |
|             | الأمم المتحدة                                              | 24 أكتوبر 1945     | 27 سبتمبر 1961        |
|             | منظمة التعاون الإسلامي                                     | ?                  | ?                     |
|             | منظمة الشرطة الجنائية الدولية                              | ?                  | ?                     |
|             | الاتحاد البريدي العالمي                                    | ?                  | ?                     |
|             | البنك الدولي للإنشاء والتعمير                              | 29 ديسمبر 1945     | 10 سبتمبر 1962        |
|             | وكالة ضمان الاستثمار متعدد الأطراف                         | 15 ديسمبر 2003     | 20 يونيو 1996         |
|             | العملية المشتركة للاتحاد الأفريقي والأمم المتحدة في دارفور | ?                  | ?                     |
|             | يونسكو                                                     | 6 سبتمبر 1948      | 28 مارس 1962          |

## وصلات خارجية
- موقع وزارة الخارجية الإيرانية